# إميليانو بونازولي
اميليانو بونازولي (بالإيطالية: Emiliano Bonazzoli)‏ (20 يناير 1979 في إيطاليا - ) هو لاعب كرة قدم إيطالي في مركز الهجوم. شارك مع منتخب إيطاليا تحت 17 سنة لكرة القدم ومنتخب إيطاليا تحت 18 سنة لكرة القدم ومنتخب إيطاليا تحت 19 سنة لكرة القدم ومنتخب إيطاليا تحت 20 سنة لكرة القدم ومنتخب إيطاليا تحت 21 سنة لكرة القدم ومنتخب إيطاليا لكرة القدم. أما مع النوادي، فقد لعب مع فيورنتينا وميامي فيوشن ونادي بادوفا ونادي بارما ونادي بريشيا ونادي بودابست هونفيد ونادي تشيزينا ونادي ريجينا ونادي سامبدوريا ونادي سيتاديلا ونادي سيينا وهيلاس فيرونا وSSD Calcio Marano ‏ وMiami Fusion FC (2015–2017) ‏ وAC Este ‏.

## روابط خارجية
- إميليانو بونازولي على موقع قاعدة بيانات كرة القدم.إي يو (الإنجليزية)
- إميليانو بونازولي على موقع ناشيونال فوتبول تيمز (الإنجليزية)
- إميليانو بونازولي على موقع Soccerway.com (الإنجليزية)
- إميليانو بونازولي على موقع عالم كرة القدم.نت (الإنجليزية)